# Cuauhtémoc Escobedo Tejada
Cuauhtémoc Escobedo Tejada (Pabellón de Arteaga, Aguascalientes; 11 de diciembre de 1976) es un político mexicano. Fue presidente municipal de Pabellón de Arteaga para el periodo 2017-2019 y para el período 2019-2021 ganando la reelección.

## Educación Académica
- Licenciado en Educación Primaria por la Escuela Normal Rural "Gral. Matias Ramos Santos" de San Marcos, Loreto, Zacatecas durante el periodo 1992 - 1999.
- Maestro en Educación Básica por la Universidad Autónoma de Aguascalientes en el periodo 2011 - 2014.
- Diplomado en “Enseñanza de las matemáticas” por la SEP.
- Diplomado a distancia en “Enseñanza de las matemáticas” por el Instituto Tecnológico y de Estudios Superiores de Monterrey.
- Diplomado en “Reforma Integral de la Educación Básica” por la CEP.

## Carrera como Docente
15 años como Profesor de Primaria en diversas escuelas de los estados de Zacatecas y Aguascalientes, actualmente tiene su plaza de trabajo en la escuela primaria “Lázaro Cárdenas” de la comunidad “Emiliano Zapata” del municipio de Pabellón de Arteaga.
9 años como Profesor de Educación Normal en la Escuela Normal Rural “Justo Sierra Méndez” de Cañada Honda en el estado de Aguascalientes. Impartiendo las siguientes materias:
- Historia y su Enseñanza
- Observación y Práctica docente
- Planeación de la Enseñanza y Evaluación del Aprendizaje
- Estrategias para el Estudio y la Comunicación
- Iniciación al Trabajo Docente

## Carrera como Servidor Público
- Presidente Municipal de Pabellón de Arteaga, Ags. 2017 - 2019
- Diputado Local Plurinominal, Congreso del Estado de Aguascalientes, Legislatura LXII, 2013 - 2016
- Presidente del Consejo Directivo del Instituto de Investigaciones Legislativas del Congreso del Estado, Legislatura LXII, 2013 - 2016
- Regidor en el H. Ayuntamiento de Pabellón de Arteaga, Ags. 2002 - 2004
- Presidente del partido del trabajo Aguascalientes, Ags. 2004-2013

## Carrera Partidista PRD
- Presidente del Comité Ejecutivo Estatal
- Secretario de Finanzas del Comité Ejecutivo Estatal
- Presidente del Comité Ejecutivo Municipal (Pabellón de Arteaga)
- Secretario de Asuntos Importantes Municipales CEM 2002 - 2004
- Secretario de Jóvenes SEM 2000
- Consejero Nacional
- Consejero Rural Estatal
- Candidato a Diputado Local 2007
- Candidato a Diputado Federal 2009

## Ficha Bibliográfica
- "50 Años como Municipio" Pabellón de Arteaga, Cuauhtémoc Escobedo Tejada, 2015
- "Tierra Siempre Fértil" Laura Lorena Alba Nevarez, 2011